# گای فاکس

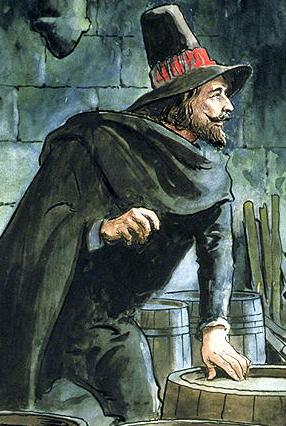

گای فاکس یا گایدو فاکس (انگلیسی: Guy Fawkes؛ انگلیسی: Guido Fawkes؛ ‎/fɔːks/‎؛ زادهٔ ۱۳ آوریل ۱۵۷۰ – درگذشتهٔ ۳۱ ژانویه ۱۶۰۶) سربازی انگلیسی و کاتولیک‌مذهب بود که در توطئهٔ نافرجام سال ۱۶۰۵ معروف به «توطئه باروت» برای منفجر کردن پارلمان و کشتن شاه جیمز یکم به تلافی آزار کاتولیک‌های انگلستان شرکت داشت و از آنجایی که او بود که همراه با باروت دستگیر و سپس شکنجه و مجبور به لو دادن هم‌دستانش شد، بیشتر او را به عنوان عامل این توطئه می‌شناسند.

## ماسک معروف گای فاکس
ماسک گای فاکس امروزه به عنوان نمادی در هکتیویسم و آنارشیسم به کار می‌رود

## زندگی

### سال‌های آغازین
گای فاکس در۱۵۷۰ در یورک و در یک خانوادهٔ یورکشایری برجسته زاده شد. او ابتدا پروتستان‌مذهب بود. اما سپس به آیین کاتولیک رومی گروید. روح ماجراجو و تعصبات مذهبی فاکس سبب شد تا او انگلستان پروتستانی را در ۱۵۹۳ ترک گوید و در ارتش اسپانیا در هلند نام‌نویسی نموده و تا ۱۶۰۴ در آنجا به خدمت مشغول باشد.

### پیوستن به توطئهٔ باروت
در همین دوران رابرت کیتسبی، عامل اصلی توطئهٔ باروت و هم‌دستان کاتولیکش به‌این نتیجه رسیده بودند که برای پیشبرد نقشه‌شان به فردی نظامی که به سادگی شناسایی نشود نیاز دارند. پس در آوریل ۱۶۰۵ کسی را فرستادند تا گای فاکس را با آن‌ها همراه سازد و او که اطلاع دقیقی از جزئیات نقشه نداشت به توطئه‌گران پیوست.
آنها سپس سردابی را که تا زیر کاخ امتداد داشت اجاره کردند و فاکس ۲۴ بشکهٔ باروت (برخی منابع این تعداد را کمتر گفته‌اند) را در آنجا قرار داد و برای پنهان‌سازی رویشان را با زغال‌سنگ و دسته‌جات هیزم پوشاند. قرار بر این بود که آن‌ها به هنگام افتتاح پارلمان توسط شاه جیمز یکم در ۵ نوامبر ۱۶۰۵ بشکه‌ها را منفجر کرده و شاه را به‌قتل برسانند.

### خنثی‌شدن نقشه، دستگیری و مرگ گای فاکس
با این حال نقشهٔ آن‌ها پیش از انفجار باروت‌ها لو رفت و گای فاکس در شب ۴–۵ نوامبر دستگیر شد. او را زندانی و آنقدر شکنجه کردند تا نام هم‌دستانش را اعتراف نمود. با دستگیری دیگر توطئه‌گران، گای فاکس و هم‌دستانش در ۲۷ ژانویهٔ ۱۶۰۶ از سوی هیأتی ویژه محاکمه و محکوم به مرگ شده و چند روز بعد در ۳۱ ژانویه همان سال در مقابل ساختمان پارلمان اعدام شدند.

### جشن شب گای فاکس
بنا بر سنت هر ساله در پنجم نوامبر جشنی در بریتانیا به‌مناسبت خنثی‌شدن این توطئه برگزار می‌شود که شب گای فاکس (به انگلیسی: Guy Fawkes Night) نام دارد. این جشن شامل آتش‌بازی می‌باشد و کودکان نقابدار با وسایل بازیافتی عروسک گای فاکس را می‌سازند و درخواست «یک پنی برای گای» و سوزاندن پیکرک‌های گای فاکس می‌نمایند.